# Aedes chemulpoensis
Aedes chemulpoensis är en tvåvingeart som beskrevs av Yamada 1921. Aedes chemulpoensis ingår i släktet Aedes och familjen stickmyggor. Inga underarter finns listade i Catalogue of Life.